# Carmen Sanguinetti
Carmen Sanguinetti Masjuan (Montevideo, 1977) es una activista, licenciada en dirección de empresas, instructora de yoga y política uruguaya perteneciente al Partido Colorado .

## Formación
Estudió Dirección de Empresas en la UCUDAL y obtuvo una licenciatura en la especialidad. Posteriormente viajó a los Estados Unidos para realizar un máster en Políticas Públicas en la Universidad del Nordeste.
Se desempeñó como Directora Ejecutiva de la empresa Sistemas B Uruguay.

## Ámbito político
De cara a las internas de 2019, Sanguinetti se integra al nuevo sector Ciudadanos. Durante la campaña presidencial de Ernesto Talvi en 2019, se desempeñó como asesora en temas de discapacidad. En las elecciones generales de ese año es electa suplente del senador Talvi. Cuando este asume como Canciller de la República, Sanguinetti ocupa el escaño a partir del 1 de marzo de 2020, continuando en el mismo tras la decisión de Talvi de renunciar a la política activa.
Sanguinetti participa intensamente en la actividad parlamentaria. En 2021, conjuntamente con su correligionario Pablo Lanz, presenta un proyecto de ley para regular las criptomonedas.

## Vida privada
Sanguinetti es casada con Alberto Brause y madre de tres hijos Trinidad, Benjamín e Isabel. Fue sobrina del exministro Jorge Sanguinetti.